# 非裔馬來西亞人
非裔馬來西亞人，是指生活在馬來西亞的非洲移民和後裔。他們多是學生、商人、旅客，也有非法移民。
他們多以馬來西亞為中轉站，目標是移民歐洲，另一些則是醫療旅遊的遊客。
在2012年，有79,352位非裔人士進入馬來西亞，其中25,467人持學生簽證。

## 非法移民與罪案
在2011年1月-10月，馬來西亞移民局逮捕了764個非洲人並和其他1253非洲人遣返回他們的國家。
他們的罪名包括贩毒、强奸、抢劫、谋杀以及洗钱。